# Френк Колдер
Френк Селік Колдер (англ. Frank Sellick Calder; 17 листопада 1877 — 4 лютого 1943) — канадський хокейний менеджер британського походження, журналіст і спортсмен.

## Життєпис
Колдер був першим президентом Національної хокейної ліги (НХЛ) з 1917 року до своєї смерті в 1943 році. Він був останнім президентом ліги-попередниці НХЛ, Національної хокейної асоціації (НХА), і зіграв важливу роль у переході від НХА до НХЛ, перехід, зроблений для виключення власника франшизи. Він очолював процес розширення НХЛ із Канади до Сполучених Штатів, водночас відбиваючись від суперників за статус НХЛ як головної північноамериканської хокейної ліги.

## Почесті та спадщина
У 1947 році Колдер був введений в Зал хокейної слави як будівельник. На його честь названо два трофеї в професійному хокеї: Пам'ятний трофей Колдера, який щорічно вручається найкращому новачку НХЛ, і Кубок Колдера, чемпіонський трофей Американської хокейної ліги (АХЛ). У 2015 році Колдер також був введений до Зали спортивної слави Канади.